# Didymodon asperifolius
Didymodon asperifolius là một loài Rêu trong họ Pottiaceae. Loài này được (Mitt.) H.A. Crum, Steere & L.E. Anderson mô tả khoa học đầu tiên năm 1964.